# Wereldkampioenschappen tafeltennis 1995
De wereldkampioenschappen tafeltennis 1995 werden van 1 t/m 14 mei gehouden in de Chinese stad Tianjin.
Op het programma stonden zeven onderdelen:
- Enkelspel mannen. Regerend kampioen was  Jean-Philippe Gatien.
- Enkelspel vrouwen. Regerend kampioen was  Hyun Jung-hwa.
- Dubbelspel mannen. Regerend kampioenen waren  Lu Lin en  Wang Tao.
- Dubbelspel vrouwen. Regerend kampioenen waren  Liu Wei en  Qiao Yunping.
- Gemengd dubbel. Regerend kampioenen waren  Wang Tao en  Liu Wei.
- Team mannen. Regerend kampioen was Zweden.
- Team vrouwen. Regerend kampioen was China.

De winnaars mogen zich voor twee jaar wereldkampioen noemen. De verliezend finalist ontvangt de zilveren medaille. De verliezers van de halve finales ontvangen de bronzen medaille op de individuele onderdelen. Bij de teams wordt er wel om de bronzen plak gestreden door de verliezende halvefinalisten.

## Medailles

### Medaillewinnaars
| Onderdeel        | Goud                                                        | Zilver                                                                           | Brons                                                                         |
| Enkelspel (m)    | Kong Linghui                                                | Liu Guoliang                                                                     | Ding Song Wang Tao                                                            |
| Enkelspel (v)    | Deng Yaping                                                 | Qiao Hong                                                                        | Liu Wei Qiao Yunping                                                          |
| Dubbel (m)       | Lu Lin Wang Tao                                             | Zoran Primorac Vladimir Samsonov                                                 | Liu Guoliang Lin Zhigang Damien Éloi Jean-Philippe Gatien                     |
| Dubbel (v)       | Deng Yaping Qiao Hong                                       | Liu Wei Qiao Yunping                                                             | Wang Chen Wu Na Csilla Bátorfi Krisztina Tóth                                 |
| Dubbel (gemengd) | Wang Tao Liu Wei                                            | Kong Linghui Deng Yaping                                                         | Lee Chul-seung Ryu Ji-hae Erik Lindh Marie Svensson                           |
| Team (m)         | China Ding Song Kong Linghui Liu Guoliang Ma Wenge Wang Tao | Zweden Mikael Appelgren Peter Karlsson Erik Lindh Jörgen Persson Jan-Ove Waldner | Zuid-Korea Chu Kyo-sung Kim Bong-chul Kim Taek-soo Lee Chul-seung Yoo Nam-kyu |
| Team (v)         | China Deng Yaping Liu Wei Qiao Hong Qiao Yunping            | Zuid-Korea Kim Moo-kyo Park Hae-jung Park Kyung-Ae Ryu Ji-hae                    | Hongkong Chai Po Wa Chan Tan Lui Tong Wun Wan Shuk Kwan                       |

### Medailleklassement
Dubbelparen uit verschillende landen gelden ieder als 0,5.
| Plaats | Land        | Goud | Zilver | Brons | Totaal |
| 1      | China       | 7    | 4      | 6     | 17     |
| 2      | Zuid-Korea  | 0    | 1      | 2     | 3      |
| 3      | Zweden      | 0    | 1      | 1     | 2      |
| 4      | Kroatië     | 0    | 0,5    | 0     | 0,5    |
| 4      | Wit-Rusland | 0    | 0,5    | 0     | 0,5    |
| 6      | Frankrijk   | 0    | 0      | 1     | 1      |
| 6      | Hongarije   | 0    | 0      | 1     | 1      |
| 6      | Hongkong    | 0    | 0      | 1     | 1      |
| Totaal | Totaal      | 7    | 7      | 12    | 26     |